# María Isabella Cordero
María Isabella Cordero Martínez (c. 1987–16 de abril de 2010) fue una presentadora de TV mexicana, en Televisa Chihuahua de Chihuahua, Chihuahua, México. Y portavoz y directora de relaciones públicas de CANACO: Cámara local de Comercio de Chihuahua.
El 16 de abril de 2010, fue asesinada por hombres armados no identificados, frente a un restaurante en la capital de Chihuahua. En la escena del crimen, las autoridades mexicanas descubrieron más de 40 casquillos de  7,62 × 39 mm de fusiles de asalto AK-47 (cuernos de chivo) el arma habitual de los grupos del crimen organizado en México. El motivo del asesinato sigue siendo desconocido.

## Vida y principios de la carrera
De joven, Cordero terminó su educación primaria de la Escuela Primaria Enrique Rebsamen, y luego fue a la Escuela secundaria Estatal Número 15. Al graduarse, asistió al Colegio de Bachilleres del Estado de Chihuahua Plantel 3.
Antes de inscribirse en la Universidad de Chihuahua para estudiar Contabilidad y Administración de Empresas, la madre de Cordero, le sugirió participase en un casting para un programa de televisión local, organizado por Televisa Chihuahua. Para su sorpresa, Cordero fue seleccionada entre un grupo de concursantes, resultando contratada como presentadora de programas de televisión. Durante sus tres años de carrera en Televisa, su show - aunque de hecho dirigido a amas de casa - atrajo a hombres y mujeres. Después de trabajar durante más de tres años en Televisa, Cordero renunció a su trabajo como directora de relaciones públicas en la Cámara de Comercio de Chihuahua CANACO. Cordero también abrió un pequeño negocio de impresión de vestimenta, donde vendía camisetas y blusas con mensajes de paz en respuesta a la violencia del narcotráfico, en su Estado natal.
En junio de 2010, Cordero estaba a punto de graduarse de la Universidad de Chihuahua, e iba a proseguir sus estudios de postgrado en EE. UU.

## Asesinato
El 16 de abril de 2010, Cordero y su amiga María Catalina Flores Aguayo (22 años) fueron a cenar en un restaurante local en Chihuahua, Chihuahua, cuando un comando armado abrió fuego contra ellas, desde un vehículo en movimiento, alrededor de las 11:00, matándolas al instante. Sus cuerpos se encontraban dentro de un Renault Mégane blanco estacionado, cerca de la esquina de Bahía de San Quintín y calle Libertadores, en la parte norte de la ciudad capital.
Después de que los sicarios armados saliesen de la escena, unos testigos marcaron al teléfono de emergencias para notificar a las autoridades del ataque. Los primeros en llegar fueron los policías municipales y luego las ambulancias de la Cruz Roja, que confirmaron que las dos mujeres habían muerto instantáneamente entre más de 20 heridas de bala.
Cordero (cuyo nombre real era Isabel y no Isabella), se relacionó social y sentimentalmente con Emmanuel Hernández Tarín, conocido como "El Pepino", hijo del narcotraficante y sicario Arturo Hernández González "El Chaky", lugarteniente del Cártel de Juárez y exagente federal, cuando cursaba el Bachilleres, como se le veía acompañando a "El Pepino" en su pick up Ford Lobo Harley a fiestas y golpizas que la banda de "Los Chiquinarcos" propinaban a otros jóvenes, en muchas ocasiones en las mismas instalaciones del Bachilleres 3, ubicado en la esquina del Blvd. Ortiz Mena y Francisco Villa.
Posteriormente, también se le relacionó con Juan Pablo Guijarro, "El Mónico", otro narcotraficante y sicario perteneciente a "La Línea", todos bajo las órdenes de Vicente Carrillo Fuentes. 
El homicidio del que fue víctima Cordero muy probablemente tuvo relación directa con el noviazgo que sostuvo con estos criminales de la localidad, y no por razones de su actividad como conductora de un programa local de variedades, pues en el mismo no se tratataban en absoluto temáticas de seguridad o noticias de trascendencia nacional, sino entretenimiento simple. Cordero nunca realizó reportajes ni notas periodísticas hablando del narcotráfico o la inseguridad y violencia derivadas del mismo.

### Funeral
La familia Cordero celebró las exequias de María Isabella, con la funeraria Blas Perches, en una ceremonia llevada a cabo por el Padre Jesús José Mata Trejo, a las 15:00, en el Templo Asunción de María. Más tarde, fue enterrada en La Colina de Chihuahua, en la ciudad capital, acompañada por decenas de amigos y familiares en la tarde del 18 de abril de 2010.

## Contexto
En 2010, con el asesinato de Cordero, el número de víctimas de periodistas asesinados en la guerra contra las drogas en México, alcanzó a seis. Si se cuentan todos los periodistas asesinados desde el año 2000, su número sería de más de 60, de acuerdo con un informe emitido por Reporteros Sin Fronteras.
Cordero fue asesinada en el Estado de Chihuahua, conocido como "el Estado más violento de México" en ese momento. Casi un tercio de todas las muertes en la población en general, fueron cometidos por los Cárteles de la droga durante la guerra contra el narcotráfico en México (entre 2006 a 2010) ocurrido en el Estado de Chihuahua. Chihuahua, y en particular la ciudad fronteriza de Ciudad Juárez, fue el epicentro de la guerra contra las drogas de México; como la batalla entre el Cártel de Sinaloa y Cártel de Juárez dejando miles de muertos.
Desde mayo de 2008, Chihuahua se clasificaba primera de la lista de homicidios en el país. Y en octubre de 2012, el Estado de Guerrero la sobrepasó como el Estado con la mayor tasa de homicidios en México. El norteño estado de Nuevo León estaba tercero.